# LNB Pro A 2002-03
La LNB Pro A 2002-2003 fue la edición número 81 de la Pro A, la máxima competición de baloncesto de Francia. La temporada regular comenzó el 5 de octubre de 2002 y acabó el 28 de junio de 2003. Los ocho mejor clasificados accederían a los playoffs, y aunque el SIG Strasbourg descendendió a la Pro B, la reestructuración de la competición ampliando el número de equipos de 16 a 18 hizo que ningún equipo perdiera la categoría.
El campeón sería por octava vez en su historia el ÉB Pau-Orthez tras derrotar al ASVEL en la final en tres partidos.

## Equipos 2002-03
| Equipo                   | Ciudad              | Pabellón                                | Capacidad |
| ------------------------ | ------------------- | --------------------------------------- | --------- |
| JL Bourg-en-Bresse       | Bourg-en-Bresse     | Salle des Sports                        | 2300      |
| ÉS Chalon-sur-Saône      | Chalon-sur-Saône    | Le Colisée                              | 4070      |
| Cholet Basket            | Cholet              | La Meilleraie                           | 5191      |
| JDA Dijon                | Dijon               | Palais des Sports Jean-Michel Geoffroy  | 4600      |
| BCM Gravelines Dunkerque | Gravelines          | Sportica                                | 3500      |
| Hyères Toulon Var Basket | Hyères – Toulon     | Palais des Sports de Toulon Espace 3000 | 4700 2200 |
| STB Le Havre             | Le Havre            | Salle des Docks Océane                  | 3598      |
| Le Mans Sarthe Basket    | Le Mans             | Antarès                                 | 6003      |
| CSP Limoges              | Limoges             | Palais des sports de Beaublanc          | 5516      |
| ASVEL Basket             | Lyon – Villeurbanne | Astroballe                              | 5643      |
| SLUC Nancy Basket        | Nancy               | Palais des Sports Jean Weille           | 6027      |
| Paris Basket Racing      | París               | Stade Pierre-de-Coubertin               | 4200      |
| Élan Béarnais Pau-Orthez | Pau-Orthez          | Palais des Sports de Pau                | 7813      |
| Chorale Roanne Basket    | Roanne              | Halle André Vacheresse                  | 3300      |
| Strasbourg IG            | Strasbourg          | Rhénus Sport                            | 6200      |
| Jeanne d'Arc Vichy       | Vichy               | Palais des Sports Pierre Coulon         | 3300      |

## Resultados

### Temporada regular
|     | Equipo                   | J  | G  | P  | PF   | PC   | Pts | Clasificación       |
| --- | ------------------------ | -- | -- | -- | ---- | ---- | --- | ------------------- |
| 1.  | Élan Béarnais Pau-Orthez | 30 | 27 | 3  | 2828 | 2320 | 57  | playoff             |
| 2.  | ASVEL Basket             | 30 | 23 | 7  | 2529 | 2274 | 54  | playoff             |
| 3.  | Le Mans Sarthe Basket    | 30 | 21 | 9  | 2642 | 2403 | 51  | playoff             |
| 4.  | BCM Gravelines Dunkerque | 30 | 21 | 9  | 2488 | 2322 | 51  | playoff             |
| 5.  | Cholet Basket            | 30 | 18 | 12 | 2530 | 2449 | 48  | playoff             |
| 6.  | SLUC Nancy Basket        | 30 | 17 | 13 | 2443 | 2415 | 47  | playoff             |
| 7.  | Paris Basket Racing      | 30 | 16 | 14 | 2276 | 2283 | 46  | playoff             |
| 8.  | STB Le Havre             | 30 | 15 | 15 | 2369 | 2319 | 45  | playoff             |
| 9.  | JDA Dijon                | 30 | 15 | 15 | 2439 | 2512 | 45  |                     |
| 10. | ÉS Chalon-sur-Saône      | 30 | 11 | 19 | 2245 | 2421 | 41  |                     |
| 11. | Jeanne d'Arc Vichy       | 30 | 11 | 19 | 2356 | 2583 | 41  |                     |
| 12. | Hyères Toulon Var Basket | 30 | 11 | 19 | 2524 | 2571 | 41  |                     |
| 13. | Chorale Roanne Basket    | 30 | 9  | 21 | 2543 | 2737 | 39  |                     |
| 14. | CSP Limoges              | 30 | 9  | 21 | 2211 | 2450 | 39  |                     |
| 15. | JL Bourg-en-Bresse       | 30 | 9  | 21 | 2276 | 2441 | 39  | Promoción ProA/ProB |
| 16. | Strasbourg IG            | 30 | 7  | 23 | 2371 | 2570 | 37  | Desciende a Pro B   |

## Playoff
|  | Cuartos de final | Cuartos de final         | Cuartos de final |                          |    | Semifinales              | Semifinales | Semifinales |  |    | Final                    | Final | Final |  |
|  |                  |                          |                  |                          |    |                          |             |             |  |    |                          |       |       |  |
|  |                  |                          |                  |                          |    |                          |             |             |  |    |                          |       |       |  |
|  | 1.               | Élan Béarnais Pau-Orthez | 2                |                          |    |                          |             |             |  |    |                          |       |       |  |
|  | 1.               | Élan Béarnais Pau-Orthez | 2                |                          |    |                          |             |             |  |    |                          |       |       |  |
|  | 8.               | STB Le Havre             | 0                |                          |    |                          |             |             |  |    |                          |       |       |  |
|  | 8.               | STB Le Havre             | 0                |                          | 1. | Élan Béarnais Pau-Orthez | 2           |             |  |    |                          |       |       |  |
|  |                  |                          |                  |                          | 1. | Élan Béarnais Pau-Orthez | 2           |             |  |    |                          |       |       |  |
|  |                  |                          | 4.               | BCM Gravelines Dunkerque | 0  |                          |             |             |  |    |                          |       |       |  |
|  | 4.               | BCM Gravelines Dunkerque | 4.               | BCM Gravelines Dunkerque | 0  | 2                        |             |             |  |    |                          |       |       |  |
|  | 4.               | BCM Gravelines Dunkerque |                  |                          |    |                          |             |             |  |    |                          |       |       |  |
|  | 5.               | Cholet Basket            | 1                |                          |    |                          |             |             |  |    |                          |       |       |  |
|  | 5.               | Cholet Basket            | 1                |                          |    |                          |             |             |  | 1. | Élan Béarnais Pau-Orthez | 2     |       |  |
|  |                  |                          |                  |                          |    |                          |             |             |  | 1. | Élan Béarnais Pau-Orthez | 2     |       |  |
|  |                  |                          | 2.               | ASVEL Basket             | 1  |                          |             |             |  |    |                          |       |       |  |
|  | 2.               | ASVEL Basket             | 2.               | ASVEL Basket             | 1  | 2                        |             |             |  |    |                          |       |       |  |
|  | 2.               | ASVEL Basket             |                  |                          |    |                          |             |             |  |    |                          |       |       |  |
|  | 7.               | Paris Basket Racing      | 1                |                          |    |                          |             |             |  |    |                          |       |       |  |
|  | 7.               | Paris Basket Racing      | 1                |                          | 2. | ASVEL Basket             | 2           |             |  |    |                          |       |       |  |
|  |                  |                          |                  |                          | 2. | ASVEL Basket             | 2           |             |  |    |                          |       |       |  |
|  |                  |                          | 3.               | Le Mans Sarthe Basket    | 1  |                          |             |             |  |    |                          |       |       |  |
|  | 3.               | Le Mans Sarthe Basket    | 3.               | Le Mans Sarthe Basket    | 1  | 2                        |             |             |  |    |                          |       |       |  |
|  | 3.               | Le Mans Sarthe Basket    |                  |                          |    |                          |             |             |  |    |                          |       |       |  |
|  | 6.               | SLUC Nancy Basket        | 0                |                          |    |                          |             |             |  |    |                          |       |       |  |
|  | 6.               | SLUC Nancy Basket        | 0                |                          |    |                          |             |             |  |    |                          |       |       |  |
|  |                  |                          |                  |                          |    |                          |             |             |  |    |                          |       |       |  |

## Premios de la LNB
MVP de la temporada regular
- MVP extranjero :  Rico Hill (Le Mans Sarthe Basket)
- MVP francés :  Boris Diaw (Élan Béarnais Pau-Orthez)

Mejor jugador joven
- Pape-Philippe Amagou (Le Mans Sarthe Basket)

Mejor defensor
- Makan Dioumassi (Hyères-Toulon Var Basket)

Mejor entrenador
- Frédéric Sarre (Élan Béarnais Pau-Orthez)